# 宇宙エレベータ 〜科学者の夢みる未来〜
『宇宙エレベータ 〜科学者の夢みる未来〜』（うちゅうエレベータ　かがくしゃのゆめみるみらい）は、日本科学未来館監修のオリジナルアニメーション。2007年8月より日本科学未来館で上映が始まり、全国の大型映像シアターやプラネタリウムで順次公開された。ドーム型のシアターで上映される場合が多いので「全天周映画」とも呼ばれている。

## 概要
ロケットよりも手軽に、しかも安く宇宙に行くことが出来るといわれている新輸送システム「宇宙エレベータ（軌道エレベータ）」を題材に、「少女のある一日の物語」として、科学者たちが思い描く未来を体感できるサイエンス・アニメーションである。上映時間は32分。

## 声の出演
- 朝永ミク - 藤本七海
- 朝永まいこ - 早見優
- 朝永秀樹、ナレーション - 津田健次郎
- エジソン - 手塚とおる
- ヘディエ博士 - 戸田恵子

## スタッフ
- キャラクターデザイン - 百瀬ヨシユキ
- 脚本 - 井内雅倫
- 演出 - パスカル・ルラン
- 音楽 - 上田益
- プロデューサー - 小池裕志、山下篤也
- 映像プロデューサー - 近藤左千子
- 科学監修 - アニリール・セルカン[1]、青木隆平、原島博
- 企画監修 - 日本科学未来館
- アニメーション制作 - pH studio, Mac guff Line Paris, Escape-studio Paris, 5th-Planet, Snowman Digital Art, オープロダクション
- 制作・配給 - 株式会社ウォーク
- 制作協力 - エクスプローラーズ・ジャパン株式会社